# Isobel Batt-Doyle
Isobel Batt-Doyle, född 14 september 1995, är en australisk friidrottare. Hon deltog vid olympiska sommarspelen 2020.